# Studnia w Mnichu
Die Höhle Studnia w Mnichu ist eine Höhle in der Ostwand des Mnich im Tal Dolina Rybiego Potoku in der polnischen Hohen Tatra. Sie ist die längste bekannte Höhle auf der polnischen Seite der Hohen Tatra.

## Lage und Beschreibung
Die Höhle ist ca. 60 Meter lang und ca. 23 Meter tief. Sie hat drei Öffnungen auf einer Höhe von 1908 m, 1900 m und 1893 m n.p.m. Die Höhle befindet sich in der Nähe einer Kletterroute auf den Mnich und war daher seit langer Zeit bekannt. Sie wurde bereits 1909 von Władysław Kulczyński und Mieczysław Świerz beschrieben.

## Etymologie
Der Name Studnia w Mnichu lässt sich als Mönchsbrunnen übersetzen.

## Tourismus
Zur Höhle führt kein Wanderweg, sie liegt jedoch auf einer beliebten Kletterroute zum Gipfel des Mnich. Für die Besteigung des Mnichs und die Begehung der Höhle ist eine Genehmigung der Verwaltung des Tatra-Nationalparks erforderlich.